# Landemer
Landemer is een plaats in het Franse departement Manche in de regio Normandië. De plaats maakt deel uit van het arrondissement Cherbourg. Landemer lag op de grens van de gemeenten Gréville-Hague en Urville-Nacqueville totdat deze op 1 januari 2017 fuseerden de gemeenten van het voormalige kanton tot de huidige commune nouvelle La Hague.
Acqueville · Auderville · Beaumont-Hague · Biville · Branville-Hague · Digulleville · Éculleville · Flottemanville-Hague · Gréville-Hague · Herqueville · Jobourg · Landemer · Nacqueville · Omonville-la-Petite · Omonville-la-Rogue · Sainte-Croix-Hague · Saint-Germain-des-Vaux · Tonneville · Urville-Hague · Vasteville · Vauville